# Mullus barbatus ponticus
Mullus barbatus ponticus (Essipov, 1927) è un pesce del genere Mullus, considerata una sottospecie della specie Mullus barbatus. È diffuso nel Mar Nero e nel Mar d'Azov.